# Aimé Sudre
 (avril 2025).
Motif : absence de sources secondaires centrées sur cette personne. Un militaire parmi tous les autres. Le sourçage est généraliste sur la 2GM. une photo n'est pas une source validant une notoriété encyclopédique. travail inédit
- Archive Wikiwix
- Bing
- Cairn
- DuckDuckGo
- E. Universalis
- Gallica
- Google
- G. Books
- G. News
- G. Scholar
- Persée
- Qwant
- (zh) Baidu
- (ru) Yandex
- (wd) trouver des œuvres sur Wikidata

| 1. | Préciser le motif de la pose du bandeau. | Précisez le motif de la pose du bandeau en utilisant la syntaxe suivante : {{admissibilité à vérifier\|date=août 2025\|motif=remplacez ce texte par le motif}}                  |
| 2. | Informer les utilisateurs concernés.     | Pensez à avertir le créateur de l'article, par exemple, en insérant le code ci-dessous sur sa page de discussion : {{subst:avertissement admissibilité à vérifier\|Aimé Sudre}} |

Aimé Sudre est un militaire français, né à Graulhet le 8 février 1890 et mort à Lavaur le 20 novembre 1980.

## Biographie
Diplômé de l'École spéciale militaire de Saint-Cyr (promotion 1913 de la Moscova), il rejoint le front en 1914, est blessé près de Sedan, puis est fait prisonnier le 5 mars 1915 jusqu'au 2 décembre 1918.
En 1939, lieutenant-colonel, il prend le commandement d'une demie-brigade de chars de la 4ème division cuirassée, et combat sous les ordres du colonel de Gaulle. Il rejoint l'Afrique du Nord en 1942 et prend le commandement du 2ème régiment de chasseurs d'Afrique à Oran, puis de la 1ère brigade de la 1ère division blindée et est nommé général de brigade en 1943.
Le 15 août 1944, le combat command 1 du général Sudre débarque sur la côte varoise sur les plages de Cavalaire, La Croix-Valmer et Ramatuelle,. Aux côtés du VIe corps d'armée américain du général Truscott, le CC libère Saint Tropez,. Appuyé par les forces françaises de l'intérieur, et aux côtés de la 3e division d’infanterie algérienne du général de Monsabert, il participe à la libération de Marseille,,.
Il entame ensuite la remontée du sillon rhodanien, et combat pour libérer successivement Mâcon, Chalon, Dijon,, et Langres. Il participe également à la conquête du sud de l’Alsace et à la prise de Mulhouse le 21 novembre 1944.
Le 5 décembre 1944, Sudre prend le commandement de la 1ère division blindée rattachée à la Ière armée "Rhin et Danube", et livre de très durs combats devant les Allemands qui tiennent encore solidement le Rhin. La Ière D.B. traverse le Rhin le 17 avril 1945, et joue un rôle déterminant dans les combats menés sur le sol allemand.

## Décorations
Sudre, nommé général de division, est élevé à la dignité de Grand Officier de la Légion d'Honneur et décoré de la Croix de Guerre avec quatre palmes et une étoile. En 1948, il accède à la fonction d'Inspecteur général de la cavalerie et de l'arme blindée.